# Africký pohár národů 1994
Africký pohár národů 1994 bylo 19. mistrovství pořádané fotbalovou asociací CAF. Vítězem se stala Nigerijská fotbalová reprezentace.

## Kvalifikace
Hlavní článek: Kvalifikace na Africký pohár národů 1994

## Základní skupiny

### Skupina A
| Tým     | B | Z | V | R | P | VG | IG | +/- |
| ------- | - | - | - | - | - | -- | -- | --- |
| Zair    | 3 | 2 | 1 | 1 | 0 | 2  | 1  | +1  |
| Mali    | 2 | 2 | 1 | 0 | 1 | 2  | 1  | +1  |
| Tunisko | 1 | 2 | 0 | 1 | 1 | 1  | 3  | -2  |

| 26. března 1994 |     |                          |                                                                           |
| Tunisko         | 0:2 | Mali                     | Stade El Menzah, Tunis diváci: 45 000 rozhodčí: Lim Kee Chong (Mauritius) |
|                 |     | Coulibaly 25' Sidibé 34' | Stade El Menzah, Tunis diváci: 45 000 rozhodčí: Lim Kee Chong (Mauritius) |

| 28. března 1994 |     |             |                                                                  |
| Mali            | 0:1 | Zair        | Stade El Menzah, Tunis diváci: 8 000 rozhodčí: Ali Bujsaim (UAE) |
|                 |     | Basaula 48' | Stade El Menzah, Tunis diváci: 8 000 rozhodčí: Ali Bujsaim (UAE) |

| 30. března 1994    |     |          |                                                                         |
| Tunisko            | 1:1 | Zair     | Stade El Menzah, Tunis diváci: 45 000 rozhodčí: Jamal Al-Sharif (Syria) |
| Rouissi 43' (pen.) |     | Ngoy 55' | Stade El Menzah, Tunis diváci: 45 000 rozhodčí: Jamal Al-Sharif (Syria) |

### Skupina B
| Tým     | B | Z | V | R | P | VG | IG | +/- |
| ------- | - | - | - | - | - | -- | -- | --- |
| Egypt   | 3 | 2 | 1 | 1 | 0 | 4  | 0  | +4  |
| Nigérie | 3 | 2 | 1 | 1 | 0 | 3  | 0  | +3  |
| Gabon   | 0 | 2 | 0 | 0 | 2 | 0  | 7  | -7  |

| 26. března 1994             |     |       |                                                                         |
| Nigérie                     | 3:0 | Gabon | Stade El Menzah, Tunis diváci: 30 000 rozhodčí: Mohamed Bahar (Morocco) |
| Yekini 18', 88' Adepoju 72' |     |       | Stade El Menzah, Tunis diváci: 30 000 rozhodčí: Mohamed Bahar (Morocco) |

| 28. března 1994                                                 |     |       |                                                                              |
| Egypt                                                           | 4:0 | Gabon | Stade Chedli Zouiten, Tunis diváci: 6 000 rozhodčí: Charles Masembe (Uganda) |
| Ayman Mansour 1' Hamza El-Gamal 22' Bashir Abdel Samad 55', 59' |     |       | Stade Chedli Zouiten, Tunis diváci: 6 000 rozhodčí: Charles Masembe (Uganda) |

| 30. března 1994 |     |       |                                                                           |
| Nigérie         | 0:0 | Egypt | Stade El Menzah, Tunis diváci: 30 000 rozhodčí: Lim Kee Chong (Mauritius) |
|                 |     |       | Stade El Menzah, Tunis diváci: 30 000 rozhodčí: Lim Kee Chong (Mauritius) |

### Skupina C
| Tým               | B | Z | V | R | P | VG | IG | +/- |
| ----------------- | - | - | - | - | - | -- | -- | --- |
| Zambie            | 3 | 2 | 1 | 1 | 0 | 1  | 0  | +1  |
| Pobřeží slonoviny | 2 | 2 | 1 | 0 | 1 | 4  | 1  | +3  |
| Sierra Leone      | 1 | 2 | 0 | 1 | 1 | 0  | 4  | -4  |

| 27. března 1994              |     |              |                                                                                  |
| Pobřeží slonoviny            | 4:0 | Sierra Leone | Stade Olympique de Sousse, Súsa diváci: 10 000 rozhodčí: Jamal Al-Sharif (Syria) |
| Tiéhi 19', 63', 70' Guel 35' |     |              | Stade Olympique de Sousse, Súsa diváci: 10 000 rozhodčí: Jamal Al-Sharif (Syria) |

| 29. března 1994 |     |              |                                                                            |
| Zambie          | 0:0 | Sierra Leone | Stade Olympique de Sousse, Súsa diváci: 6 000 rozhodčí: Omer Yengo (Congo) |
|                 |     |              | Stade Olympique de Sousse, Súsa diváci: 6 000 rozhodčí: Omer Yengo (Congo) |

| 31. března 1994 |     |                   |                                                                                         |
| Zambie          | 1:0 | Pobřeží slonoviny | Stade Olympique de Sousse, Súsa diváci: 6 000 rozhodčí: Petros Mathabela (South Africa) |
| Malitoli 79'    |     |                   | Stade Olympique de Sousse, Súsa diváci: 6 000 rozhodčí: Petros Mathabela (South Africa) |

### Skupina D
| Tým     | B | Z | V | R | P | VG | IG | +/- |
| ------- | - | - | - | - | - | -- | -- | --- |
| Ghana   | 4 | 2 | 2 | 0 | 0 | 2  | 0  | +2  |
| Senegal | 2 | 2 | 1 | 0 | 1 | 2  | 2  | 0   |
| Guinea  | 0 | 2 | 0 | 0 | 2 | 1  | 3  | -2  |

| 27. března 1994 |     |        |                                                                                          |
| Ghana           | 1:0 | Guinea | Stade Olympique de Sousse, Súsa diváci: 10 000 rozhodčí: Petros Mathabela (South Africa) |
| Akonnor 87'     |     |        | Stade Olympique de Sousse, Súsa diváci: 10 000 rozhodčí: Petros Mathabela (South Africa) |

| 29. března 1994              |     |               |                                                                                    |
| Senegal                      | 2:1 | Guinea        | Stade Olympique de Sousse, Súsa diváci: 6 000 rozhodčí: Hussein Ali Moussa (Egypt) |
| Gueye 46' (pen.) Tendeng 50' |     | A. Camara 44' | Stade Olympique de Sousse, Súsa diváci: 6 000 rozhodčí: Hussein Ali Moussa (Egypt) |

| 31. března 1994 |     |         |                                                                           |
| Ghana           | 1:0 | Senegal | Stade Olympique de Sousse, Súsa diváci: 6 000 rozhodčí: Ali Bujsaim (UAE) |
| Polley 42'      |     |         | Stade Olympique de Sousse, Súsa diváci: 6 000 rozhodčí: Ali Bujsaim (UAE) |

## Play off

### Čtvrtfinále
| 2. dubna 1994 |     |                     |                                                                          |
| Zair          | 0:2 | Nigérie             | Stade El Menzah, Tunis diváci: 2 000 rozhodčí: Lim Kee Chong (Mauritius) |
|               |     | Yekini 51, 71 (pen) | Stade El Menzah, Tunis diváci: 2 000 rozhodčí: Lim Kee Chong (Mauritius) |

| 2. dubna 1994 |     |               |                                                                         |
| Egypt         | 0:1 | Mali          | Stade El Menzah, Tunis diváci: 3 000 rozhodčí: Charles Masembe (Uganda) |
|               |     | S. Traoré 64' | Stade El Menzah, Tunis diváci: 3 000 rozhodčí: Charles Masembe (Uganda) |

| 3. dubna 1994 |     |         |                                                                                 |
| Zambie        | 1:0 | Senegal | Stade Olympique de Sousse, Súsa diváci: 8 000 rozhodčí: Jamal Al-Sharaf (Syria) |
| Sakala 38'    |     |         | Stade Olympique de Sousse, Súsa diváci: 8 000 rozhodčí: Jamal Al-Sharaf (Syria) |

| 3. dubna 1994 |     |                      |                                                                           |
| Ghana         | 1:2 | Pobřeží slonoviny    | Stade Olympique de Sousse, Súsa diváci: 8 000 rozhodčí: Ali Bujsaim (UAE) |
| Akonnor 77'   |     | Tiéhi 30' Traoré 81' | Stade Olympique de Sousse, Súsa diváci: 8 000 rozhodčí: Ali Bujsaim (UAE) |

### Semifinále
| 6. dubna 1994      |              |                   |                                                                  |
| Nigérie            | 2:2 (prodl.) | Pobřeží slonoviny | Stade El Menzah, Tunis diváci: 2 000 rozhodčí: Ali Bujsaim (UAE) |
| Iroha 26 Yekini 40 |              | Bassolé 19, 31    | Stade El Menzah, Tunis diváci: 2 000 rozhodčí: Ali Bujsaim (UAE) |

|                                     |     | Penaltový rozstřel          |  |
| George Siasia Amokachi Iroha Yekini | 4:2 | Kouamé Fallet Bassolé Amani |  |

| 6. dubna 1994                                    |     |      |                                                                         |
| Zambie                                           | 4:0 | Mali | Stade El Menzah, Tunis diváci: 2 000 rozhodčí: Charles Masembe (Uganda) |
| Pitana 8' Saileti 30' K. Bwalya 47' Malitoli 73' |     |      | Stade El Menzah, Tunis diváci: 2 000 rozhodčí: Charles Masembe (Uganda) |

### O 3. místo
| 10. dubna 1994               |     |            |                                                                                 |
| Pobřeží slonoviny            | 3:1 | Mali       | Stade El Menzah, Tunis diváci: 15 000 rozhodčí: Petros Mathabela (South Africa) |
| Koné 2' Ouattara 67' Sie 70' |     | Riallo 46' | Stade El Menzah, Tunis diváci: 15 000 rozhodčí: Petros Mathabela (South Africa) |

### Finále
| 10. dubna 1994  |     |           |                                                                           |
| Nigérie         | 2:1 | Zambie    | Stade El Menzah, Tunis diváci: 25 000 rozhodčí: Lim Kee Chong (Mauritius) |
| Amunike 5', 47' |     | Pitana 3' | Stade El Menzah, Tunis diváci: 25 000 rozhodčí: Lim Kee Chong (Mauritius) |